# 2200 Pasadena
2200 Pasadena è un asteroide della fascia principale. Scoperto nel 1960, presenta un'orbita caratterizzata da un semiasse maggiore pari a 2,4043878 UA e da un'eccentricità di 0,1485182, inclinata di 4,59205° rispetto all'eclittica.